# Gonatus fabricii
Gonatus fabricii là một loài mực trong họ Gonatidae. Nó xuất hiện ở phía bắc Đại Tây Dương từ Canada đến biển Barents.Bản mẫu:Check
Đến năm 1981, tên G. fabricii thường được áp dụng sai cho họ hàng rất giống G. steenstrupi.